# Statue de la Liberté (place de la Concorde)
Pour les articles homonymes, voir Statue de la Liberté (homonymie).
La statue de la Liberté de la place de la Concorde était une sculpture monumentale du sculpteur François-Frédéric Lemot, située au centre de la place de la Révolution (appelée aujourd'hui place de la Concorde) à Paris.

## Historique
Le 11 août 1792, sur la place Louis XV, la statue équestre de Edme Bouchardon et Jean-Baptiste Pigalle, représentant le roi Louis XV, est détruite et, à cette occasion, la place est renommée place de la Révolution. Un an plus tard, le 10 août 1793, une œuvre monumentale en plâtre patiné, allégorie de la Liberté, prend sa place. Lemot a représenté un homme assis tenant une lance et un globe terrestre, et coiffé d'un bonnet phrygien,.   
Le 8 novembre 1793, quelques minutes avant d'être exécutée Manon Roland s'est exclamée en passant devant la statue : « Ô Liberté, comme on t'a jouée ! »  ou selon une autre version plus littéraire : « Ô Liberté, que de crimes on commet en ton nom ! ». 

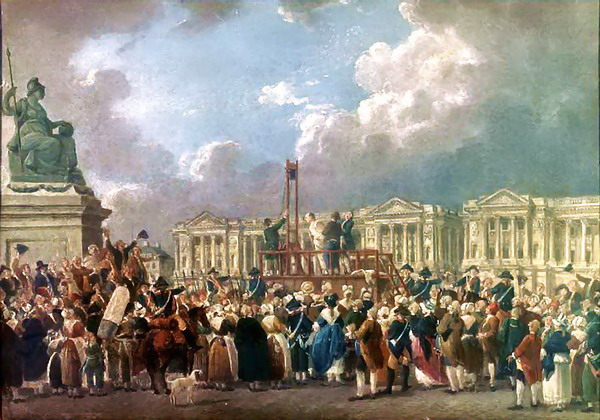
La statue de la Liberté (à gauche) lors d'une exécution capitale en 1793.
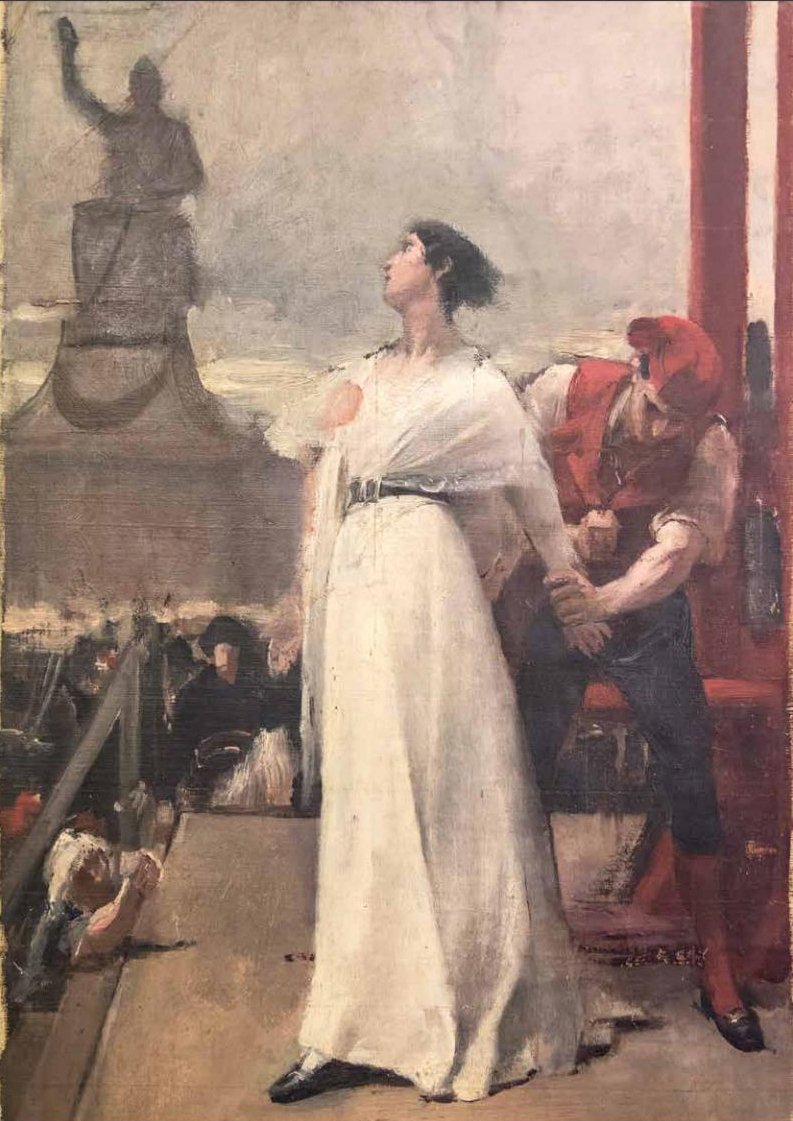
Madame Roland à l'échafaud.

Le 25 octobre 1795, veille de l'instauration du Directoire, la place prend son nom actuel de place de la Concorde. La statue est retirée en juin 1800 sous le Consulat.